# Santiago García Granda
Santiago García Granda (Verdicio, Asturias, 1955) es un químico español, especialista en cristalografía de rayos X. Fue rector de la Universidad de Oviedo entre 2016 y 2021 y presidente de la Asociación Europea de Cristalografía entre 2006 y 2012. Es miembro del comité ejecutivo de la Unión Internacional de Cristalografía desde 2014 y del Consejo de Comunidades Asturianas.

## Biografía
Santiago García Granda nació en Verdicio, el concejo de Gozón, Asturias. Estudió Química en la Universidad de Oviedo y recibió la Licenciatura en 1980. Obtuvo un doctorado en Química por la misma universidad en 1984. Entre 1985 y 1987 realizó un postdoctorado en la Universidad de Nijmegen, Países Bajos. Tras completar su formación académica, regresó a la Universidad de Oviedo, donde ocupó el puesto de secretario del departamento de Química Física y Analítica de 1990 a 1994, vicedecano de la facultad de Química de 1998 a 2008. Desde mayo de 2008 hasta abril de 2012 fue Vicerrector de Investigación de la Universidad de Oviedo durante el mandato de Vicente Gotor Santamaría como Rector, y Secretario Ejecutivo de la Sectorial de I+D de la CRUE. En mayo de 2016 ganó las elecciones a rector de la Universidad de Oviedo a José Muñiz.
En el año 2020 se presentó nuevamente a las elecciones a Rector de la Universidad de Oviedo que se celebraron el 12 de febrero de 2021 perdiendo ante Ignacio Villaverde.

## Actividades profesionales
La investigación de Santiago García Granda se centra en el estudio de nuevos materiales y su estructura molecular por medio de la cristalografía y difracción de rayos X. Entre sus contribuciones a las técnicas cristalográficas se puede mencionar el desarrollo de herramientas informáticas para la determinación de estructuras moleculares. Sus actividades científicas también incluyeron la instalación de infraestructura en la línea de luz española del ESRF. Ha publicado unos 500 artículos científicos y de divulgación y varios capítulos de libros. Paralelamente realiza una intensa actividad docente en la facultad de Química de la Universidad de Oviedo y en colaboración con otras instituciones, como la Universidad Internacional Menéndez Pelayo.